# Béthune
Béthune är en stad och kommun i den franska tidigare provinsen Artois, som numera ingår i departementet Pas-de-Calais. Béthune har en yta av 9,46 km² och en befolkning, som uppgår till cirka 25 000 invånare (2022).
Staden Béthune grundades på 1100-talet. Den är platsen för en gammal flandrisk fästning och kom 1678 under Frankrike. Under första världskriget utspelade sig hårda strider runt staden som erhöll svåra skador.
Tidigare var Béthune centrum för en omfattande stenkolsbrytning. Man hade även en omfattande spannmålshandel och textilindustri. Idag är bilindustrin viktigast. Stadens centrum domineras av ett klocktorn från 1300-talet.

## Befolkningsutveckling
Antalet invånare i kommunen Béthune
| Referens: INSEE |

## Vänorter
Béthune har tre vänorter:
- Hastings, Storbritannien
- Schwerte, Tyskland
- Sully-sur-Loire, Frankrike